# Potosí (Wenezuela)
Potosí – opuszczona miejscowość w wenezuelskim stanie Táchira, wysiedlona w 1984 roku z powodu położenia na terenach zalewowych zbiornika budowanej wówczas zapory Uribante Caparo i elektrowni wodnej.
W 2010 roku, z powodu suszy, zbiornik wodny uległ prawie w całości wysuszeniu, przez co ukazały się pozostałości po miejscowości oraz ruiny murowanego kościoła.